# Утворення Османської держави
Утворення Османської імперії — період, що почався 1299 року, коли засновник династії Османів Осман I де-факто оголосив незалежність: викарбував власну монету та наказав читати хутбу на власне ім'я. Цей період тривав до взяття Константинополя Османами 29 травня 1453 року і перенесенню столиці до новозавойованого міста.
Зростання Османської держави співвідноситься з падінням Візантійської імперії, яке зробило зміну у владі від виняткового християнського європейського суспільства до ісламського впливу. Початок цього періоду характеризувався Візантійсько-османські війни, які тривали протягом півтора століття. У цей час Османська імперія отримала контроль і над Анатолією і над Балканським півостровом.
Відразу після встановлення анатолійських бейлик деякі тюркські князівства об'єдналися з османами проти Візантії.
Турки-сельджуки поступово просувалися із Середньої Азії на захід, тоді як Візантія була ослаблена внутрішніми чварами і частими війнами з арабським халіфатом. Після перемоги в 1071 над візантійською армією в битві при Манцикерті вони почали практично безперешкодно розселятися по Анатолії. Наприкінці XI століття в центрі Анатолії утворився Конійський султанат, приблизно в цей же час в північній і центральній Малій Азії знаходився емірат Данішмендидів, в районі Ерзурума правили Салтукіди, в Ерзінджані — Менгджукі (Менгучегіди), в Діярбакирі — Іналогуллари.
Протягом наступного століття сельджуки зайняли території своїх слабших сусідів, а в 1176 конійський султан Килич-Арслан II вщент розбив армію візантійського імператора Мануїла I Комніна в битві при Міріокефалі, після чого сельджуки почали просуватися до узбережжя.
У першій половині XIII століття сельджуками зі сходу обрушилися монголи. Після Битва при Кесе-дазі у 1243 році конійський султан Кей — Хосров II став васалом монгольського хана, а згодом — ільханів з династії Хулагуїдів Ірана. Сини останнього незалежного султана Кей-Хосрова II стали оскаржувати свою спадщину за підтримки різних тюркських і монгольських угруповань, внаслідок чого Мала Азія перетворилася на конгломерат суперників бейліків. Одним із них став Османський бейлік.
Протягом XVI ст. рід Османів почав «збирати» турецькі землі, які перебували під владою інших дев'яти бейліків. Спершу Орхан I відвоював у греків Бурсу у 1326 році, куди переніс столицю. Пізніше, у 1361 році Мурад I розширив межі своїх володінь на території поза Малою Азією у Європу і взяв місто Адріанополь (нині Едірне). Протягом майже століття від Османа I і до Баязіда I Блискавичного Османи шляхом удільних війн, мирних договорів і шлюбних созів підкоряли навколишні бейліки, тож наприкінці століття (станом на 1392-1393 роки) не залишилося  жодного бейліку, який міг би протистояти ОСманам, а Баязід I Блискавичний став самодержцем земель турецьких.

## Заснування Османського бейліку
Османи, гілка племені огузів, батьківщиною яких є Середня Азія, рушили до Малої Азії зі східної Персії під потужним тиском Чингісхана. Спершу турки, які пізніше стануть зватися османами, під проводом Джелал ад-Діна Манкбурну перейшли всю Персію та дісталися Азербайджану й окраїн Вірменії. Після загибелі  Манкбурну керівництво на себе перебрав Сулейман, а після нього син Сулеймана Ертогрул. Саме він довів турків до малоазійських кордонів Конійського султанату, де турки вступили на службу до сельджуцького володаря Аляеддіна Кей-Кубада I. Ертогрул отримав у вотчину частину Фригії, що межувала з Візантією. На цих землях у 1258 році в Ертогрула в місті Сьогют народився син Осман, який пізніше створить династію Османів і дасть ім'я всій імперії. У 1298 році Осман отримав від сельджуків титул удільного князя — бега (бея), підтвердженого клейнодами: барабаном і бунчуком. Через рік після цього Конійський султанат остаточно припинив своє існування, залишивши по собі 10 окремих удільних кнізівств — бейліків, одним із яких був бейлік Османа, який серед решти був найслабшим як політично, так і культурно.

## Заснування Османської держави і правління Османа I Ґазі
Панування Османа I Ґазі, як і заснування Османської держави, відраховується від 1299 року. Саме тоді завершив своє існування Конійський султанат, а Осман як незалежний правитель отримав можливість карбувати власну монету і отримувати згадку власного імені в хутбі. Обидва ці факти вважаються невід'ємними передтечами держави. Турецький історик кримськотатарського походження Галіль Іналджик ставить під сумнів цю дату. Він вважає, що Османська держава і династія Османів були засновані 27 липня 1302 року після того, як військо Османа I Ґазі здобуло перемогу над візантійцями у Бафейській битві. У результаті Байфейської битви Османа I Ґазі 1302 року зайняв Ізнік (Нікомедію). У 1304 і 1305 роках здійснив два походи на Сакар'ю.
Засновник династії не носив титул султана, його титул на той час був альп, який був синонімічним титулу ґазія — воєначальника.

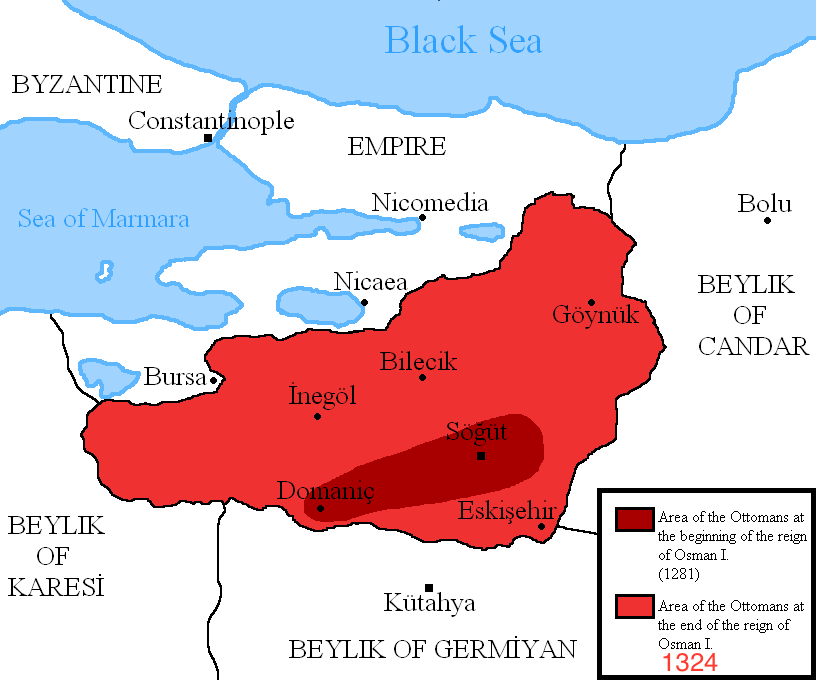
Зростання бейлика Османа під час правління Османа I

У 1298—1301 роках Монгольські Хани втратили контроль над тюркменськими бейліками західного прикордоння. Однак візантійці вірили, що лише номінальний сюзерен Хан зможе зупинити тюркменські набіги на візайнтійські землі. Щоб заключити відповідний союз, Андронік II Палеолог хотів видати свою сестру Марію за Газан-хана.
Після цієї перемоги османів стало неможливо ігнорувати. Візантійський імператор Андронік II Палеолог, прагнучи створити надійний альянс проти зростаючої загрози, запропонував одну з принцес свого будинку за дружину номінальному сюзерену Османа, а саме правителю перської держави Хулагуїдів Газан-хану, а потім, після смерті Газана, його братові Олджейту.
Однак очікувана допомога людьми і зброєю так і не прийшла, і в 1303—1304 роках Андронік найняв іспанських авантюристів-хрестоносців з «Каталонської компанії» для захисту своїх володінь від подальшого наступу турків. Як і більшість загонів найманців, каталонці діяли на власний розсуд, закликаючи тюркських воїнів (хоч і не обов'язково османів) приєднатися до них на європейській стороні протоки Дарданелли. Лише союз між Візантійською імперією і Сербія Сербським королівством перешкодив тюрксько-каталонському наступу.
Осман I, мабуть, помер під час багаторічної облоги візантійської фортеці Бурса у 1323—1324 роках, залишивши своєму спадкоємцю Орхану значну територію на північному заході Малої Азії.

### Легенда про постання Османської держави
Легенду про постання Османської держави описує Ашикпашазаде у своїй праці «Теваріх-і Ал-і Осман» (історія роду Османового) — найдавнішій історичній праці про Османів, яка дійшла до наших днів. Під час гостин у шейха Едебалі Османа побачив сон, який Едебалі протрактував як віщий на створення могутньої династій Османів через злиття їзній родин, тому віддав доньку Рабію Балу-хатун заміж за Османа.
| Ліві лапки | Коли Осман Ґазі заснув, він побачив уві сні, як із черева шейха народжується Місяць, пливе і сідає на черево Османа Ґазі. Прямісінько на тому ж місці йому черева проросло дерево і накрило своєю тінню землю. А в тіні були гори. І в подолі кожної з гір текли ріки. Хтось цю воду пив, хтось нею поливав сади, а хтось направляв у фонтани. Історія Ашикпашазаде. | Праві лапки |

## Правління Орхана I

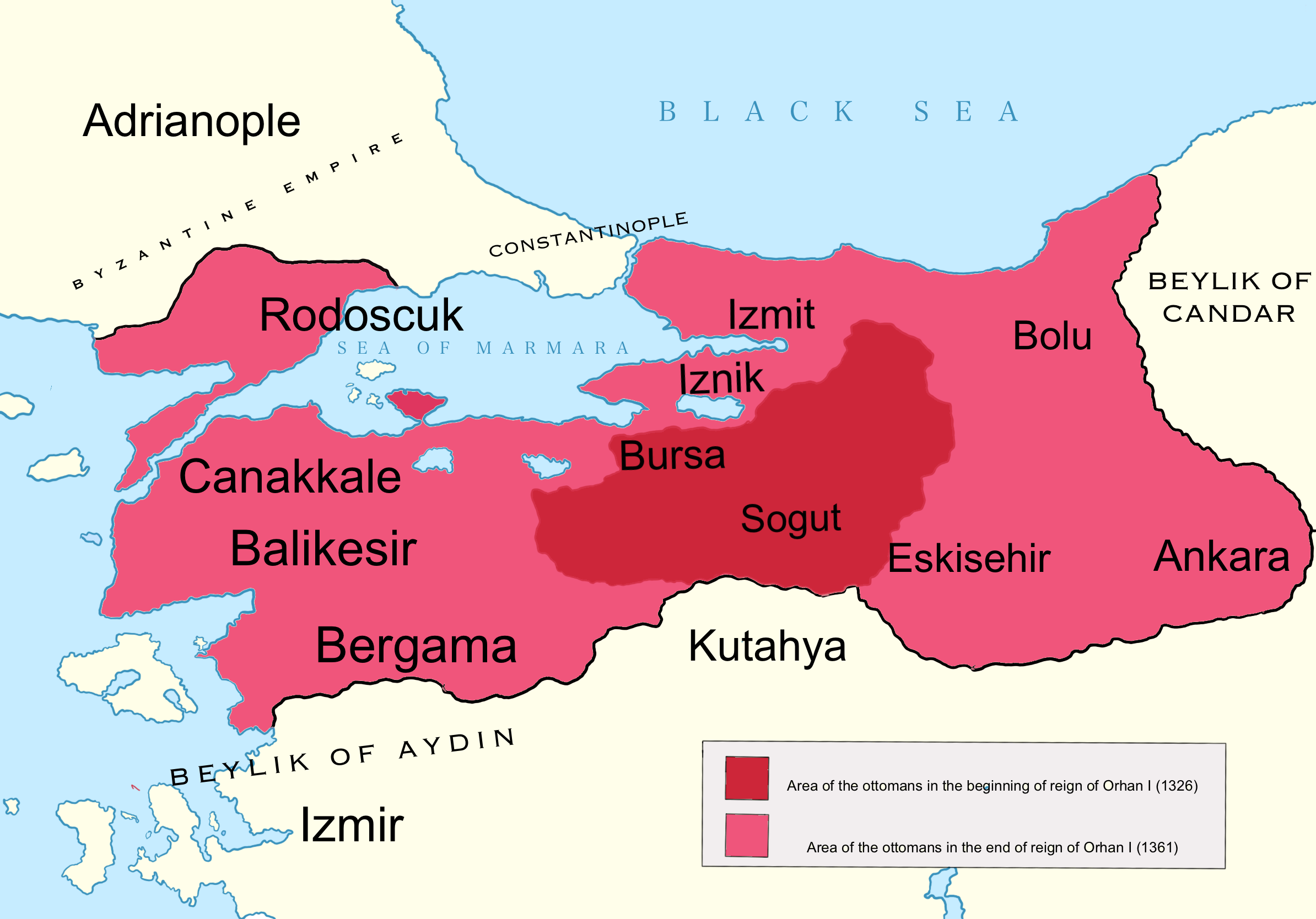
Зростання османської території при Орхані I

Орхан I, успадкувавши Османський бейлик, переніс столицю з Сегюта в свіжосхоплену Бурсу. Марокканський мандрівник Ібн Баттута повідомляє, що Орхан був найголовнішим і найбагатшим з кількох турецьких вождів, чиї двори йому довелося відвідати під час перебування в Малій Азії в 1330—1332 роках.
У Візантії після смерті імператора Андроніка III почалася громадянська війна. Орхан I і емір Айдина Умур-бей пішли на союз з регентом сина Андроніка Іоанном VI Кантакузіном, і Орхан в 1346 одружився з його дочкою Феодорою.
У 1350 році почалася чергова Венеціано-генуезькі війни, предметом якої був контроль над прибутковою торгівлею в Чорному морі. Орхан I прийняв бік Генуї, забезпечуючи продовольством як її флот, і торгову колонію в Галаті, а 1352 року уклав зі своїми союзникам договір. Також його війська допомагали генуезцям, коли Галата зазнала нападу венеціанських та візантійських військ.
У 1352 ріку на запрошення Іоанна IV Кантакузіна загін найманих солдатів, іменованих у хроніках «турками», розмістився у візантійській фортеці Цимпе на північному березі Дарданел. Незабаром ці «турки» присягнули на вірність синові Орхана Сулейман-паші, і османи набули першого опорного пункту на Балканах.
У 1354 році стався землетрус, який зруйнував стіни Геліболу і перетворив на руїни ряд інших міст на північно-західному узбережжі Мармурове море. Це ослаблення візантійських сил дозволило османам розширити свою присутність у Європі.
Візантійський імператор Іоан V Палеолог видав за Халіла, який був сином Орхана, свою дочку Ірину в надії, що Халіл успадковує свого батька, і візантійські та османські території об'єднаються. За османської системи, де всі сини мали теоретично рівні шанси на престолонаслідування, така можливість була. Проте план провалився, оскільки місце батька зайняв старший брат Халіла Мурад, якого батько зробив головнокомандувачем на фракійському кордоні і який завоював ще за життя батька землі у південній Фракії.

## Правління Мурада I
Мурад I, залишившись у Румелії (європейської частини османських володінь) після смерті батька, зробив своєю столицею Едірне. Візантійський імператор Іоанн V Палеолог змушений був підписати з турками принизливий договір, який через десять років перетворив його на фактичного васала турків. Слов'янські правителі південних Балкан, відчувши загрозу з боку османів, об'єдналися, щоб виставити армію, але в 1371 були розбиті на річці Маріца, після чого були усунені всі перешкоди для просування османів до Македонії.
У 1373 проти Мурада виступив його син Савджи, який разом із спадкоємцем візантійського престолу Андронік IV Андрієм IV в 1376 узяв Константинополь і змістив імператора Іоанна V. Мурад особисто придушив цей заколот, осадивши сина у Фракії . Савджі був схоплений і страчений. Іоанн V, звільнившись із ув'язнення, з допомогою султанських військ повернув Константинополь і суворо покарав свого сина.
У 1380-х роках Мурад продовжив наступ на захід. У 1385 році він взяв Софію, а в 1386 — Ніш. У Малої Азії територія держави була розширена до Токата шляхом приєднання бейликів Герміян, Текке і Хамід. Кілька бейликів об'єдналися в антиосманську коаліцію під керівництвом Караманіди, але зазнали поразки в Конья в 1386 році. У 1389 роках турецька армія під командуванням Мурада та його сина Баязида розбила коаліцію з сербських і боснійських правителів у битві на Косовому полі, хоча сам Мурад загинув. Трон Османської імперії успадкував син Мурада Баязид I.

## Правління Баязида I
Баязид жорстоко помстився за вбивство батька, винищивши більшу частину сербської знаті, що була на Косовому полі. З Стефан Лазаревич Стефаном Вулковичем, сином і спадкоємцем сербського князя Лазар Хребелянович, загиблого в битві, султан уклав союз, за яким Моравська Сербія ставала васперіом Османської. Стефан, в обмін на збереження привілеїв його батька, зобов'язався платити данину зі срібних копалень і надавати османам сербські війська на першу вимогу султана. Сестра Стефана і дочка Лазаря, Олівера Лазарівна, була віддана в шлюб з Баязидом.
Поки османські війська перебували у Європі, малі анатолійські бейлики спробували повернути контроль над територіями, відібраними османами. Але взимку 1389—1390 років Баязид перекинув війська в Анатолію і провів стрімку кампанію, підкоривши західні бейлики Айдиногуллари Айдин, Саруханогуллари Сарухан, Герміян, і Ментеше. Тим самим, вперше османи вийшли до берегів Егейського моря і Середнього моря Середземного морів, їх держава робила перші кроки до статусу морської держави. Османський флот, що зароджувався, спустошив острів Хіос (острів), робив набіги на узбережжі Аттики і намагався організувати торговельну блокаду інших островів в Егейському морі. Однак як мореплавці османи ще не йшли в жодне порівняння з представниками італійських республік Генуезька республіка Генуї і Венеціанська республіка Венеції.
В 1390 Баязид заволодів [Конья|Коньей], столицею великого бейлика Караманиды Караман. Через рік караманський бей Ала ад-дин ібн Халіл відновив війну проти Баязіда, але був розбитий, взятий у полон і страчений. Після Карамана пішли завоювання Кайсери, Сівас і північного емірату Кастамону, що дало османам доступ до порту Синоп на Чорне море Чорному морі. Більшість Анатолії тепер перебувала під владою Баязида.
В 1393, зміцнивши свою владу в Анатолії, Баязид продовжив завоювання на Балканському півострові. До цього часу османи серйозно погіршили відносини з Королівство Угорщина, король якої, Сигізмунд (імператор Священної Римської імперії), став їх головним ворогом. Баязид з 1390 регулярно ініціював набіги на південну Угорщину і за її межі, в Центральній Європі зростаючу Османську імперію стали сприймати як серйозну загрозу. Валахія, що прагнула позбутися влади угорців, стала союзником турків. Король Сигізмунд зажадав від Баязида не втручатися у справи Болгарії, що була під угорським покровительством, потім султан відповів відмовою.
Сигізмунд прагнув зміцнити свій вплив у невеликих державах на османсько-угорському кордоні, створивши тим самим бар'єр на шляху турецьких загарбників. Король вторгся в Болгарію і взяв фортецю Нікопол на Дунай Дунаї, але незабаром залишив її, коли проти нього виступило велике турецьке військо. Армія Баязида в 1393 оволоділа столицею Болгарії, містом Тирново. Болгарський цар Іоанн-Шишман, який при Мураді був васалом османів, був схоплений і вбитий в 1395 році. Болгарія остаточно втратила незалежність і стала провінцією Османської імперії. В 1394 турки вторглися в Валахія і замінили про-угорського правителя Мирча I Старий Мирчу своїм васалом Влад I Узурпатор Владом, якого незабаром змістили угорці. Болгарія та Валахія мали стати потужним заслоном проти Угорщини.
У 1391 році на трон Візантії зійшов новий імператор — Мануїл II Палеолог. Султан незабаром зажадав у імператора більшої данини, продовження васальної залежності та установи в Константинополі посади судді (каді) для потреб мусульманського населення. Для підкріплення цих вимог Баязід привів до стін міста турецьку армію, яка по дорозі вбивала чи перетворювала на рабство фракійських греків-християн. В 1393 на азіатському березі Босфор а османи почали зведення фортеці Анадолухісар. Після семимісячної облоги Мануїл прийняв вимоги султана, але умови стали жорсткішими. Крім створення в Константинополі ісламського суду, в місті також розміщувався шеститисячний гарнізон Османа і цілий квартал міста виділявся для мусульманських поселенців.
У 1394 році турки вторглися в Грецію, захопили важливі опорні пункти в Фесалія і продовжили вторгнення в Морея. У той самий час була завойована більшість Боснії. На довгі роки затягнулося підкорення Албанії Албанії. У 1396 році угорський король Сигізмунд організував хрестовий похід проти османів, але об'єднана європейська армія була повністю розгромлена в битві при Нікополі. Після поразки хрестоносців султан приєднав володіння їх союзника, відинського царя Івана Срациміра, тим самим об'єднавши під своєю владою усі болгарські землі. Розбивши християнське військо, Баязид повернувся до Константинополя. Візантійська столиця перебувала в облозі шість років, імператор Мануїл II марно шукав допомоги у європейських правителів, візантійці спускалися зі стін і здавалися османам, скарбниця була порожня і здавання міста було близько.
Рятівним для Константинополя стало вторгнення Тамерлана. Його посли прибули до двору Баязида з вимогою скоритися тюркскому завойовнику. Султан, сповнений гордості та ілюзій, який явно недооцінював свого суперника, відповів образою і закликав Тамерлана зустрітися на полі бою. Незабаром величезна тюркська армія вторглася до Малої Азії. Тамерлан взяв фортецю Сівас, але не став рухатися вглиб Анатолії, а вирушив на завоювання Алеппо, Дамаска та Багдада. Восени 1401 року армія Тамерлана повернулася до кордонів Малої Азії та залишилася на зимівлю. Влітку 1402, коли тюркські війська рушили в наступ, Баязид зняв облогу з Константинополя і перекинув війська в Азію. У Ангорська битва Ангорської битви османські війська були повністю розгромлені, а сам Баязид потрапив у полон.

## Османське міжправління
Після полону Баязида (який помер у полоні 1403 року) почалася боротьба за владу між його синами. Переможцем 1413 року став наймолодший — Мехмед.

## Правління Мехмеда I
Першою турботою султана Мехмеда I стало завоювання лояльності різних малоазійських еміратів, які підтримували його у військовому відношенні, але не хотіли відмовлятися від незалежності, набутої в результаті перемоги Тамерлана в 1402 році. Особливо рішучий опір Мехмед зустрів із боку Карамана та еміра Айдина. Фортеця еміра Айдина зрештою було взято з допомогою союзників, які включали генуезців Хіоса, Лесбоса, Фочі і лицарів-госпітальєрів з острова Родос.
Протягом кількох років султан Мехмед значною мірою повернув колишні володіння Османа в Малій Азії, і імператор Мануїл виявив, що його позиції настільки ж ослабли. В останній відчайдушній спробі підтримати розбіжності всередині османського будинку він відправив Орхана (онука Баязида), що містився в нього, до Валахії, проте Мехмед переміг своїх супротивників, і коли Орхан і емір Айдина бігли в Фессалоніки, візантійський імператор був змушений зобов'язатися тримати їх в ув'язненні. життя Мехмеда.
Придушивши повстання шейха Бедреддіна, Мехмед повернувся в Малу Азію, щоб знову спробувати заволодіти державою Караманідів. Але Караман визнав васальну залежність від могутніх мамлюків і Мехмеду довелося відступити. Проте він зумів приєднати володіння Ісфендіярогулари на півночі центральної Малої Азії, і змусив Мірчу Валаського платити йому данину.

## Правління Мурада II
Мураду II довелося поборотися з кількома претендентами перш, ніж він зміг утвердитися на престолі, а потім йому, як і батькові, довелося довго відновлювати державу. Тим часом загострилися стосунки з Венецією, котрою Візантія передала Фессалоніки. Передбачаючи можливість нового антиосманського союзу, в 1425 Мурад атакував Сербію, а в 1426 — Валахію, поставивши хрест на будь-яких надіях Венеції на допомогу від цих держав. Після смерті османського васала, сербського правителя Стефана Лазаревича угорці захопили Белград, а османи — Голубеч, внаслідок чого угорські та османські кордони зблизилися. Взявши 1430 року Фессалоніки, Мурад уклав угоду з Венецією. В 1431 Мурад висунувся з військами, щоб протистояти претензіям Угорщини в Албанії.
Побачивши, що османи так глибоко загрузли на Балканах, сприятливий збіг обставин, емір Карамана Ібрагім-бей напав на їх території в Малій Азії. Декілька років боротьби принесли Мураду деякі завоювання на заході держави Караман.
У 1441 році до союзу противників Османської імперії, що спочатку включав Угорщину, Сербію і Караман, приєдналися Священна Римська імперія німецькі, Польща і албанські сили . У 1441—1444 роках війська хрестоносців під командуванням воєводи Трансильванія Трансильванії Хуньяді, Янош Янош Хуньяді вели успішну кампанію проти турків — в 1443 році християни захопили Ніш і Софію ], а 1444 року завдали туркам чутливої поразки. 12 червня 1444 року в Едірні Мурад підписав з угорським королем Владислав III Владиславом III мирний договір, за яким турки визнавали незалежність прикордонних з Угорщиною сербських земель. У той же час Мурад передав трон своєму 12-річному синові Мехмед II, вирішивши відійти від державних справ. Скориставшись ослабленням влади в імперії Османа угорці порушили мир і вторглися в Болгарію. Мурад, очоливши армію на прохання сина, завдяки допомозі Генуезька республіка генуезців перекинув великі сили з Азії в Румулію і вщент розбив християнське військо під проводом Хуньяді під Битва при Варні.
Повстання яничарів і поява Георга Кастріота Скандербега в Албанії змусили Мурада в 1446 повернутися на турецький престол. Незабаром турки захопили Морею і почали наступ в Албанії. У жовтні 1448 року відбулася друга битва на Косовому полі, в якій 50-тисячне османське військо протистояло хрестоносцям під командуванням Хуньяді. Запекла триденна битва закінчилася повною перемогою Мурада і вирішила долю балканських народів — на кілька століть вони опинилися під владою турків. У 1449 та 1450 роках Мурад здійснив два походи на Албанію, які не принесли значних успіхів.

## Правління Мехмеда II: завоювання Константинополя
Після смерті батька в 1451 році Мехмед II вбив єдиного брата, що залишився в живих, і зайнявся зміцненням кордонів: продовжив договір свого батька з сербським деспотом Георгієм Бранковичем, уклав трирічну угоду з Яношем Хуньяді, підтвердив угоду з Венецією від 1446, провів кампанію проти Карамана, не давши еміру останнього підтримати претендентів на владу над територіями в Малій Азії, нещодавно увійшли до складу держави османів.
У 1451—1452 роках Мехмед II побудував у найвужчому місці Босфору на європейському березі фортецю Богаз-кесен. Як тільки було завершено будівництво фортеці, султан повернувся в Едірне щоб доглянути за останніми приготуваннями до облоги, а потім зі 160-тисячним військом виступив на Константинополь. 5 квітня місто було обложено, а 29 травня 1453 упав. Константинополь став новою столицею, ознаменувавши цим новий етап історія Османської імперії.